# Matulaïta
La matulaïta és un mineral de la classe dels fosfats. Rep el nom en honor de Margaret "Marge" Mary Matula (29 de desembre de 1925, Phillips, Wisconsin, EUA), col·leccionista de minerals d'Allentown, Pennsilvània, qui va descobrir el mineral. Va ser escollida al Saló de la Fama de Micromounters el 2002.

## Característiques
La matulaïta és un fosfat de fórmula química (Fe3+,Al)Al₇(PO₄)₄(PO₃OH)₂(OH)₈(H₂O)₈·8H₂O. Va ser aprovada com a espècie vàlida per l'Associació Mineralògica Internacional l'any 1977. Cristal·litza en el sistema monoclínic. La seva duresa a l'escala de Mohs és 1. Es pot confondre fàcilment amb l'afmita o la kobokoboïta, i possiblement també amb la wavel·lita i la crandal·lita, especialment en exemplars a la localitat tipus.
Segons la classificació de Nickel-Strunz, la matulaïta pertany a «08.DK - Fosfats, etc, amb cations de mida mitjana i gran, (OH, etc.):RO₄ > 1:1 i < 2:1» juntament amb els següents minerals: richelsdorfita, bariofarmacosiderita, farmacosiderita, natrofarmacosiderita, hidroniofarmacosiderita, farmacoalumita, natrofarmacoalumita, bariofarmacoalumita, burangaïta, dufrenita, natrodufrenita, matioliïta, gayita, kidwel·lita, bleasdaleïta i krasnovita.

## Formació i jaciments
Va ser descoberta a la mina Bachman, situada a Hellertown, dins el comtat de Northampton (Pennsilvània, Estats Units). Als Estats Units també ha estat descrita en altres indrets de Pennsilvània, així com a Nevada i Carolina del Nord. També se n'ha trobat en alguns indrets d'Europa, com ara França, Alemanya o Portugal.